# Primo de Mersenne
Primo de Mersenne é um número de Mersenne (número da forma Mn = 2n – 1, com "n" número natural) que também é um número primo. Nem todo número de Mersenne é primo: entre os números de Mersenne, com efeito, há aqueles que são primos; porém, além do número um, que é número de Mersenne (M1 = 1), porém não-primo, pois singular, há também números de Mersenne compostos.
- Assim: M2 = 3, M3 = 7, M5 = 31, M7 = 127, M13 = 8.191, M17 = 131.071, M19 = 524.287...  etc. formam a série de mersennes primos.
- Mas: M0 = 0 (composto, par); M1 = 1 (singular, ímpar); M4 = 15, M6 = 63, M8 = 255, M9 = 511, M10 = 1.023, M11 = 2.047, M12 = 4.095... etc. (todos números compostos e ímpares), formam a série de mersennes não-primos (o zero; o um; e os demais, compostos ímpares).

É o maior número primo conhecido. O número é um tipo especial de primo chamado primo de Mersenne que é da forma 2 elevado a alguma potência menos 1; neste caso, 2 136 279 841 - 1, que tem 41 024 320 dígitos. Assumindo 3 000 caracteres por página, imprimi-lo levaria mais de 13 000 páginas. O novo grande primo foi encontrado usando um algoritmo otimizado para rodar em unidades de processamento gráfico (GPUs) da NVIDIA, os poderosos chips usados em muitas aplicações de IA. Apenas 52 primos de Mersenne são conhecidos e, em notação binária, eles consistem em todos os 1s.

## História
| P: Mn é Mersenne prime —: Mn é o número composto de Mersenne Ciano: Mersenne tinha planejado Rosa: ele tinha planejado o oposto |     |     |     |     |     |     |     |     |
| n | 2   | 3   | 5   | 7   | 11  | 13  | 17  | 19  |
| Mn | P   | P   | P   | P   | —   | P   | P   | P   |
| n | 23  | 29  | 31  | 37  | 41  | 43  | 47  | 53  |
| Mn | —   | —   | P   | —   | —   | —   | —   | —   |
| n | 59  | 61  | 67  | 71  | 73  | 79  | 83  | 89  |
| Mn | —   | P   | —   | —   | —   | —   | —   | P   |
| n | 97  | 101 | 103 | 107 | 109 | 113 | 127 | 131 |
| Mn | —   | —   | —   | P   | —   | —   | P   | —   |
| n | 137 | 139 | 149 | 151 | 157 | 163 | 167 | 173 |
| Mn | —   | —   | —   | —   | —   | —   | —   | —   |
| n | 179 | 181 | 191 | 193 | 197 | 199 | 211 | 223 |
| Mn | —   | —   | —   | —   | —   | —   | —   | —   |
| n | 227 | 229 | 233 | 239 | 241 | 251 | 257 | 263 |
| Mn | —   | —   | —   | —   | —   | —   | —   | —   |

Os registros históricos dão conta de que os números primos de Mersenne, como atualmente conhecidos, já eram considerados por Euclides de Alexandria (360 a.C. — 295 a.C.), o notável matemático platônico, o criador da geometria euclidiana. Euclides, ao estudá-los, achou-lhes conexão com os números perfeitos. O nome atual, entretanto, veio em consequência dos estudos de Marin Mersenne, matemático francês que chegou a compilar uma lista de mersennes primos até o expoente 257. Verificou-se, posteriormente, que a lista era apenas parcialmente correta: em seu trabalho, ele omitiu M61, M89, M107 (que são primos), bem como incluiu impropriamente M67 e M257 (que são compostos). Não se tem informação de como Mersenne obteve essa lista e sua verificação rigorosa só foi levada a efeito mais de dois séculos depois.

## Marin Mersenne
Assim como os números de Mersenne, chamam-se assim esses números em honra ao seu mais ilustre estudioso, Marin Mersenne (Oizé, 8 de setembro de 1588 - Paris, 1 de setembro de 1648), matemático, teórico musical, padre mínimo, teólogo e filósofo francês. Dos estudos matemáticos, em especial na teoria dos números, notabilizou-o sobretudo a sua contribuição relativa aos chamados primos de Mersenne.

## Propriedades
Um resultado elementar sobre os números de Mersenne afirma que se {\displaystyle 2^{n}-1} é um número primo, então n também é um número primo. Isso porque o polinômio {\displaystyle x^{nm}-1} é divisível pelo polinômio {\displaystyle x^{n}-1}:
{\displaystyle x^{nm}-1=(x^{n}-1)*\sum _{i\mathop {=} 1}^{m}x^{i-1}\,}
e os dois fatores, para {\displaystyle x=2}, são números maiores que 1.
Uma das questões em aberto na matemática é se existem finitos ou infinitos primos de Mersenne.
Uma outra propriedade é que sabendo que {\displaystyle x^{n}-1} é divisível pelo polinómio {\displaystyle x-1} podemos admitir que só com {\displaystyle x=2} é que se podem obter números primos em expressões do tipo {\displaystyle x^{n}-1}.

## Recorde atual (2024)
O número é um tipo especial de primo chamado primo de Mersenne que é da forma 2 elevado a alguma potência menos 1; neste caso, 2 136 279 841 - 1, que tem 41 024 320 dígitos. Assumindo 3 000 caracteres por página, imprimi-lo levaria mais de 13 000 páginas. O novo grande primo foi encontrado usando um algoritmo otimizado para rodar em unidades de processamento gráfico (GPUs) da NVIDIA, os poderosos chips usados em muitas aplicações de IA. Apenas 52 primos de Mersenne são conhecidos e, em notação binária, eles consistem em todos os 1s.

## Primos de Mersenne conhecidos
Abaixo esetão listados os números primos de Mersenne conhecidos, acompanhados dos descobridores e época. Nota-se que para os maiores primos de Mersenne somente por meio de computação assistida por artefatos construídos pelo gênio inventivo humano tem sido possível a descoberta. Para mais detalhes, ver Grupo de Busca dos Números Primos de Mersenne, Great Internet Mersenne Prime Search – GIMPS.
| #   | n           | Mn                          | Digitos em Mn | Data de descobrimento   | Descobridor                          |
| --- | ----------- | --------------------------- | ------------- | ----------------------- | ------------------------------------ |
| 1   | 2           | 3                           | 1             | Antiguidade             | Antiguidade                          |
| 2   | 3           | 7                           | 1             | Antiguidade             | Antiguidade                          |
| 3   | 5           | 31                          | 2             | Antiguidade             | Antiguidade                          |
| 4   | 7           | 127                         | 3             | Antiguidade             | Antiguidade                          |
| 5   | 13          | 8.191                       | 4             | 1456                    | anônimo                              |
| 6   | 17          | 131.071                     | 6             | 1588                    | Cataldi                              |
| 7   | 19          | 524.287                     | 6             | 1588                    | Cataldi                              |
| 8   | 31          | 2.147.483.647               | 10            | 1772                    | Euler                                |
| 9   | 61          | 2.305.843.009.213.693.951   | 19            | 1883                    | Pervushin                            |
| 10  | 89          | 618970019…449.562.111       | 27            | 1911                    | Powers                               |
| 11  | 107         | 162259276…010.288.127       | 33            | 1914                    | Powers                               |
| 12  | 127         | 170141183…884.105.727       | 39            | 1876                    | Lucas                                |
| 13  | 521         | 686479766…115.057.151       | 157           | 30 de janeiro de 1952   | Robinson                             |
| 14  | 607         | 531137992…031.728.127       | 183           | 30 de janeiro de 1952   | Robinson                             |
| 15  | 1.279       | 104079321…168.729.087       | 386           | 25 de junho de 1952     | Robinson                             |
| 16  | 2.203       | 147597991…697.771.007       | 664           | 7 de outubro de 1952    | Robinson                             |
| 17  | 2.281       | 446087557…132.836.351       | 687           | 9 de outubro de 1952    | Robinson                             |
| 18  | 3.217       | 259117086…909.315.071       | 969           | 8 de setembro de 1957   | Riesel                               |
| 19  | 4.253       | 190797007…350.484.991       | 1.281         | 3 de novembro de 1961   | Hurwitz                              |
| 20  | 4.423       | 285542542…608.580.607       | 1.332         | 3 de novembro de 1961   | Hurwitz                              |
| 21  | 9.689       | 478220278…225.754.111       | 2.917         | 11 de maio de 1963      | Gillies                              |
| 22  | 9.941       | 346088282…789.463.551       | 2.993         | 16 de maio de 1963      | Gillies                              |
| 23  | 11.213      | 281411201…696.392.191       | 3.376         | 2 de junho de 1963      | Gillies                              |
| 24  | 19.937      | 431542479…968.041.471       | 6.002         | 4 de março de 1971      | Tuckerman                            |
| 25  | 21.701      | 448679166…511.882.751       | 6.533         | 30 de outubro de 1978   | Noll e Nickel                        |
| 26  | 23.209      | 402874115…779.264.511       | 6.987         | 9 de fevereiro de 1979  | Noll                                 |
| 27  | 44.497      | 854509824…011.228.671       | 13.395        | 8 de abril de 1979      | Nelson e Slowinski                   |
| 28  | 86.243      | 536927995…433.438.207       | 25.962        | 25 de setembro de 1982  | Slowinski                            |
| 29  | 110.503     | 521928313…465.515.007       | 33.265        | 25 de setembro de 1988  | Colquitt e Welsh                     |
| 30  | 132.049     | 512740276…730.061.311       | 39.751        | 20 de setembro de 1983  | Slowinski                            |
| 31  | 216.091     | 746093103…815.528.447       | 65.050        | 6 de setembro de 1985   | Slowinski                            |
| 32  | 756.839     | 174135906…544.677.887       | 227.832       | 19 de setembro de 1992  | Slowinski e Gage                     |
| 33  | 859.433     | 129498125…500.142.591       | 258.716       | 10 de janeiro de 1994   | Slowinski e Gage                     |
| 34  | 1.257.787   | 412245773…089.366.527       | 378.632       | 3 de setembro de 1996   | Slowinski e Gage                     |
| 35  | 1.398.269   | 814717564…451.315.711       | 420.921       | 13 de novembro de 1996  | GIMPS / Joel Armengaud               |
| 36  | 2.976.221   | 623340076…729.201.151       | 895.932       | 24 de agosto de 1997    | GIMPS / Gordon Spence                |
| 37  | 3.021.377   | 127411683…024.694.271       | 909.526       | 27 de janeiro de 1998   | GIMPS / Roland Clarkson              |
| 38  | 6.972.593   | 437075744…924.193.791       | 2.098.960     | 1 de junho de 1999      | GIMPS / Nayan Hajratwala             |
| 39  | 13.466.917  | 924947738…256.259.071       | 4.053.946     | 14 de novembro de 2001  | GIMPS / Michael Cameron              |
| 40  | 20.996.011  | 125976895…855.682.047       | 6.320.430     | 17 de novembro de 2003  | GIMPS / Michael Shafer               |
| 41  | 24.036.583  | 299410429…733.969.407       | 7.235.733     | 15 de maio de 2004      | GIMPS / Josh Findley                 |
| 42* | 25.964.951  | 122164630…577.077.247       | 7.816.230     | 18 de fevereiro de 2005 | GIMPS / Martin Nowak                 |
| 43* | 30.402.457  | 315416475…652.943.871       | 9.152.052     | 15 de dezembro de 2005  | GIMPS / Curtis Cooper & Steven Boone |
| 44* | 32.582.657  | 124575026…053.967.871       | 9.808.358     | 4 de setembro de 2006   | GIMPS / Curtis Cooper & Steven Boone |
| 45* | 37.156.667  | 202254406…308.220.927       | 11.185.272    | 6 de setembro de 2008   | GIMPS / Hans-Michael Elvenich        |
| 46* | 42.643.801  | 169873516…562.314.751       | 12.837.064    | 12 de abril de 2009     | GIMPS / Odd M. Strindmo              |
| 47* | 43.112.609  | 316470269…697.152.511       | 12.978.189    | 23 de agosto de 2008    | GIMPS / Edson Smith                  |
| 48* | 57.885.161  | 581887266…724.285.951       | 17.425.171    | 25 de janeiro de 2013   | GIMPS / Curtis Cooper                |
| 49* | 74.207.281  | 300376418084…391086436351   | 22.338.618    | 7 de janeiro de 2016    | GIMPS / Curtis Cooper                |
| 50* | 77.232.917  | 467333183359...069762179071 | 23.249.426    | 26 de dezembro de 2017  | GIMPS / Jonathan Pace                |
| 51* | 82.589.933  | 148894445742...325217902591 | 24.862.048    | 7 de dezembro de 2018   | GIMPS / Patrick Laroche              |
| 52  | 136.279.841 | 881694327503...219486871551 | 41.024.320    | 21 de outubro de 2024   | GIMPS / Luke Durant                  |

(*) A tabela acima não é discretamente exaustiva em todo o intervalo apresentado. Até agora ( quarta-feira, 4 de junho de 2025 04h43min (UTC)), do que a tabela contém, sabe-se (por critérios algorítmicos de busca exaustiva) que todos os primeiros primos de Mersenne de M2 a M13.466.917 já foram identificados e são ali listados. Entretanto, entre os primos M25 964 951 e M57 885 161 (respetivamente, 42º e 48º elementos da lista), não se tem registro oficial de outros primos de Mersenne — o que não significa poder afirmar-se inequivocamente não os haja: os intervalos são cada vez maiores e as buscas são cada vez mais trabalhosas. Como exemplo histórico, cite-se que o 29.º primo de Mersenne foi descoberto somente após os 30º e 31º. É digno de nota que após a descoberta de M[46º], em apenas 14 dias descobriu-se um primo de Mersenne menor (M[45º], conforme acima citado).
Padrão de distribuição dos expoentes dos números primos de Mersenne módulo 12:
Congruência 1 (mod 12): 21,15%
Congruência 5 (mod 12): 40,38%
Congruência 7 (mod 12): 25,00%
Congruência 11 (mod 12): 9,62%
Números separados por congruência (mod 12):
Congruência 1: [13, 61, 2281, 3217, 23209, 44497, 132049, 13466917, 30402457, 42643801, 74207281]
Congruência 5: [5, 17, 89, 521, 4253, 9689, 9941, 11213, 19937, 21701, 859433, 1398269, 2976221, 3021377, 6972593, 32582657, 43112609, 57885161, 77232917, 82589933, 136279841]
Congruência 7: [7, 19, 31, 127, 607, 1279, 2203, 4423, 110503, 216091, 1257787, 20996011, 24036583]
Congruência 11: [107, 86243, 756839, 25964951, 37156667]
E todos os primos Mercenne maiores que 5 são congruentes a 7 módulo 12